# 揖斐川町地域交流センター
揖斐川町地域交流センター（いびがわちょうちいきこうりゅうセンター）は、岐阜県揖斐郡揖斐川町にある公共施設（公民館）。
愛称ははなもも。はなももは揖斐川町の町の花である。揖斐川町地域交流センターはなももとも称する。

## 概要
- 町民の学習や交流を目的とした施設である。揖斐川町中央公民館[1]にかわる施設として2015年（平成27年）9月開館。
- 揖斐川町立いびがわ図書館に隣接する。

## 施設
1階
- ホール

座席数828席
座席の椅子の張地は谷汲踊りのしないをモチーフにしたものである。
- 楽屋（1・2）
- 応接室
- 休憩室
- 多目的室
- 和室（1・2）

和室は2室をつなげて使用可能
2階
- 会議室（1-5）

会議室の1～4はパーテーションを外し、最大4室をつないで使用可能
- 多目的室
- 調理室

## 利用案内
- 住所：岐阜県揖斐郡揖斐川町上南方27番地7
- 利用時間：9:00～21:30
- 休館日：月曜日、祝日の翌日、年末年始（12月29日～1月3日）

## 交通アクセス

### 公共交通機関
- 揖斐川町ふれあいバス揖斐川北部線「地域交流センター前」バス停より徒歩すぐ

## 周辺施設
- 岐阜県警察揖斐警察署
- 岐阜県揖斐総合庁舎
- 揖斐川町立いびがわ図書館
- 揖斐川町福祉総合支援センター
- 揖斐川保健センター
- 揖斐川町放送通信センター
- 揖斐川町商工会館
- いび川農業協同組合本店
- 国土交通省中部地方整備局越美山系砂防事務所
- 岐阜商工信用組合揖斐支店